# Cerțești
Cerțești est une commune du județ de Galați en Roumanie.